# همفری تونکین
همفری ریچارد تونکین (به انگلیسی: Humphrey Richard Tonkin) زادهٔ ۲ دسامبر ۱۹۳۹ در ترورو انگلستان، اسپرانتیست انگلیسی-آمریکایی، و پرزیدنت اسبق سازمان جهانی جوانان اسپرانتودان و سازمان جهانی اسپرانتو بوده‌است. وی هم‌اکنون ساکن آمریکاست و استاد ادبیات انگلیسی و خصوصاً دوران رنسانس و آثار ویلیام شکسپیر است. دیگر از تخصص‌های او، آثار ادموند اسپنسر و زبان‌های بین‌المللی است.

## زندگی‌نامه
تونکین ابتدا در دانشگاه کمبریج انگلستان تحصیل نمود و سپس دکترای خود را از دانشگاه هاروارد آمریکا اخذ کرد. وی در دانشگاه پنسیلوانیا و دانشگاه کلمبیا تدریس کرده‌است و در سال ۱۹۸۳ رئیس کالج پوتسدام در دانشگاه ایالتی نیویورک شد و از سال ۱۹۸۳ رئیس دانشگاه هارتفورد گردید. در حال حاضر تونکین شکسپیر و توسعهٔ تئاتر را در دانشگاه هارتفورد تدریس می‌کند.
تونکین، به عنوان یک اسپرانتیست آثار بیشماری را به زبان اسپرانتو، یا راجع به آن نوشته یا ترجمه کرده‌است.
در بین سال‌های ۱۹۷۴ تا ۱۹۸۰ و ۱۹۸۶ تا ۱۹۸۹ تونکین رئیس سازمان جهانی اسپرانتو بود. در سال ۱۹۸۳ وی ازجمله مؤسسین آکادمی بین‌المللی علوم سان مارینو (به اسپرانتو: Akademio Internacia de la Sciencoj San Marino)، که نهادی دوست‌دار اسپرانتو است، بود.
تونکین عضو آکادمی اسپرانتو (به اسپرانتو: Akademio de Esperanto) نیز هست.